# Callisto (nome)
Callisto  è un nome proprio di persona italiano maschile.

## Varianti
- Maschili: Calisto[3][4][5]
- Femminili: Callista[1][3][4], Calista[3][4][6]

### Varianti in altre lingue
- Asturiano: Calistro[7]
- Basco: Kalista[7]
- Catalano: Calixt[7], Calixte[7]
  - Femminili: Cal·listo[7]
- Francese: Calixte[2]
- Galiziano: Calistro[7], Calisto[7]
- Greco antico: Κάλλιστος (Kállistos)[1][2][3]
  - Femminili: Καλλίστα (Kallísta)[1], Καλλίστη (Kallíste)[1][3][6]
  - Diminutivi femminili: Καλλιστώ (Kallistṓ)[1][3][8]
- Greco moderno: Κάλλιστος (Kallistos)
  - Femminili: Καλλιστη (Kallistī)[6]
- Inglese
  - Femminili: Callista[6][8], Calista[8], Kalysta[8]
- Latino: Callistus[1][2][3], Callixtus[2], Calixtus[2]
  - Femminili: Callista[1][3], Calliste[1][3]
- Portoghese: Calisto[2], Calixto[2]
  - Femminili: Calista[8], Calixta[6][8]
- Spagnolo: Calixto[2][7], Calisto[2]
  - Femminili: Calista[8], Calixta[6][8]

## Origine e diffusione
Discende, tramite il latino Callistus, da un nome greco documentato già parecchi secoli prima di Cristo, Κάλλιστος (Kállistos): esso riprende direttamente la forma superlativa dell'aggettivo καλός (kalós, "bello"), col significato quindi di "bellissimo", "il più bello", ed è quindi affine per semantica ai nomi Bonnie, Grażyna, Jamil, Beau, Specioso e Bella. Del nome è attestata, sempre anticamente, anche la forma femminile Καλλίστα (Kallísta, in latino Callista) o, nei dialetti ionici e attici, Καλλίστη (Kallíste, in latino Calliste), assieme con il diminutivo Καλλιστώ (Kallistṓ), quest'ultimo portato da Callisto, una ninfa al seguito di Artemide nella mitologia greca.
Il nome fu molto usato nell'antica Roma tra i cittadini di origine greca e tra gli schiavi, e in epoca cristiana venne rappresentato da diversi santi martiri, nonché da tre Papi (tra cui uno pure considerato santo, Callisto I), il che gli assicurò una notevole diffusione nel mondo cristiano. I nomi di questi pontefici sono generalmente resi in latino con la forma Callixtus, forse influenzata dal vocabolo calix ("calice"), da cui discendono le forme iberiche in Calix-.
In Italia, il nome è attestato principalmente nel Centro-Nord, specie in Emilia-Romagna; se però il maschile gode ancora di un certo, seppur limitato, utilizzo, il femminile è invece caduto largamente in disuso per via della casuale omofonia con il sostantivo "callista" (vocabolo meno nobile per indicare chi svolge la professione di pedicure).

## Onomastico
L'onomastico si può festeggiare in memoria di vari santi, alle date seguenti:
- 19 gennaio, santa Callista, martire in Africa[1]
- 25 febbraio, san Callisto Caravario, sacerdote salesiano, ucciso a Shaoguan con san Luigi Versiglia, uno dei martiri cinesi[9][10]
- 16 aprile, san Callisto, martire a Corinto sotto Decio[1][10]
- 25 aprile e 2 settembre, santa Callista, martire a Siracusa con la madre Teodota e i fratelli Ermogene ed Evodio[1][5][7][9][10]
- 14 agosto, san Callisto, vescovo di Todi e martire[1][10]
- 14 ottobre, san Callisto I, papa, martire a Roma[1][5][7][9][10]
- 15 ottobre, san Callisto di Huesca, martire presso Caseaux-Frechet sotto i Saraceni[9]
- 29 dicembre, san Callisto, martire a Roma[10]

## Persone
- Callisto, patriarca di Aquileia
- Callisto, liberto dell'imperatore Claudio
- Callisto I, papa
- Callisto II, papa
- Callisto III, papa

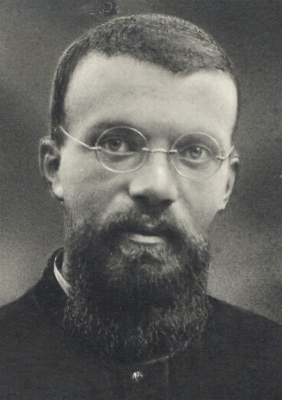
Callisto Caravario

- Callisto I, patriarca ecumenico di Costantinopoli
- Callisto Caravario, sacerdote italiano
- Callisto Cosulich, critico cinematografico e sceneggiatore italiano
- Callisto Pasuwa, calciatore e allenatore di calcio zimbabwese
- Callisto Piazza, pittore italiano

### Variante Calisto

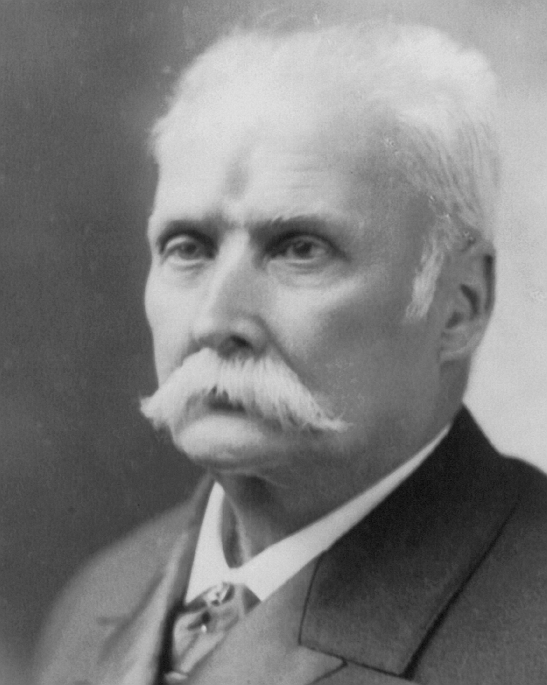
Calixto García Iñíguez

- Calisto Bassi, librettista italiano
- Calisto Bertramo, attore italiano
- Calisto Calisti, attore italiano
- Calisto Tanzi, imprenditore italiano
- Calisto Veratti, politico italiano

### Variante Calixto

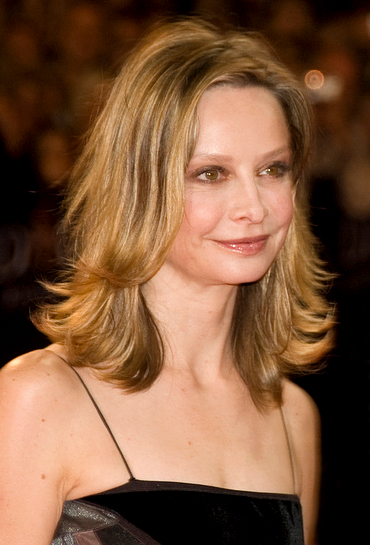
Calista Flockhart

- Calixto García Iñíguez, patriota cubano
- Calixto Malcom, cestista panamense
- Calixto Méndez, calciatore e allenatore di calcio spagnolo

### Variante Calixte
- Calixte Accarias, giurista francese
- Calixte Delmas, lottatore francese

### Variante femminile Callista
- Callista di Lippe, moglie di Valdemaro di Prussia
- Callista Gingrich, imprenditrice, politica e diplomatica statunitense
- Callista Roy, religiosa e infermiera statunitense

### Altre varianti femminili
- Calixthe Beyala, scrittrice camerunese
- Calista Flockhart, attrice statunitense

## Il nome nelle arti
- Callisto è un personaggio dei fumetti Marvel Comics.
- Callisto è un personaggio della serie televisiva Xena - Principessa guerriera.
- Callista Ming è un personaggio dell'universo fantascientifico di Guerre stellari.